# آماندا ال. ایکنز
آماندا ال. ایکنز (۱۲ مه ۱۸۳۳ – ۲۰ مه ۱۸۹۲) سردبیر و نیکوکار آمریکایی بود. در جریان جنگ داخلی آمریکا، او یکی از زنان برجستهٔ فعال در این دوران بود و از طریق درخواست‌های عمومی او، موضوع خانه‌های سربازان سالخورده در سطح ملی مورد توجه قرار گرفت. او برای مدرسه پزشکی دانشگاه جانز هاپکینز در بالتیمور پول جمع‌آوری کرد تا زنان بتوانند با شرایط برابر با مردان وارد این مدرسه شوند. ایکنز در تمام امور خیریه و آموزشی ایالت خود فعالانه مشارکت داشت. ایکنز نقش کلیدی در بنیان‌گذاری مدرسه صنعتی ویسکانسین مخصوص دختران داشت و عضو جامعه انسان‌دوستی ایالات متحده آمریکا، باشگاه زنان و «آتنیوم» بود. او از سال ۱۸۸۷، بخش «دنیای زنان» در روزنامه ایونینگ ویسکانسین را ویرایش می‌کرد.

## زندگی و تحصیل
آماندا لوینا بارنز در ۱۲ مه ۱۸۳۳ در نورت آدامز، ماساچوست به دنیا آمد. پدرش «آساهِل ریچاردسون بارنز» و نام خانوادگی مادرش «مری ویتکام اسلاکِم» بود. ایکنز در محیطی با تأثیرات عمیق مذهبی پرورش یافت. بخش زیادی از آموزش خود را در مؤسسه «میپل‌وود» در پیتسفیلد، ماساچوست دریافت کرد.

## حرفه
او در ۴ ژانویه ۱۸۵۴ با اندرو جکسون ایکنز ازدواج کرد. آن‌ها در میلواکی، ویسکانسین زندگی می‌کردند و ایکنز سال‌ها یکی از رهبران فعالیت‌های خیریه محلی، کارهای کلیسایی و تلاش‌ها برای رشد فکری زنان در آن شهر بود. آن‌ها چهار فرزند داشتند که از جملهٔ آن‌ها می‌توان به «مری لیدیا ایکنز» و «استلا کرامر»، شاعر، اشاره کرد.
در نوامبر ۱۸۸۷، ایکنز ویرایش بخش ویژه‌ای به نام «دنیای زنان» در روزنامه ایونینگ ویسکانسین را آغاز کرد. همسرش یکی از مالکان این نشریه بود که در میلواکی منتشر می‌شد. تا پیش از آن، او بیش‌تر به‌خاطر علاقه‌مندی فعال و ارتباط نزدیک با انجمن‌های خیریه شناخته می‌شد. او مدتی رئیس هیئت خیریه‌ها و اصلاحات محلی بود، به‌مدت دو سال ریاست باشگاه زنان میلواکی را بر عهده داشت، دو سال رئیس کمیته هنری بود، به‌عنوان نایب‌رئیس مدرسه صنعتی ویسکانسین مخصوص دختران خدمت کرد و به‌مدت ده سال رئیس کمیته اجرایی آن مدرسه بود.
در جریان جنگ داخلی آمریکا، او از طریق مطبوعات درخواست‌ها و اطلاعیه‌های عمومی منتشر می‌کرد، زمانی که موضوع خانه ملی سربازان مطرح بود. در کتاب تاریخ میلواکی که در سال ۱۸۸۱ منتشر شد، شرح مفصلی از فعالیت‌های او در کمک به مجروحان در دوران جنگ داخلی آمده است.
ایکنز سفرهای گسترده‌ای به اروپا داشت و نامه‌هایی از جنس نقد هنری در روزنامه‌ها منتشر می‌کرد. او در ایالت ویسکانسین برای مدرسه پزشکی دانشگاه جانز هاپکینز در بالتیمور پول جمع‌آوری کرد تا زنان بتوانند با شرایط برابر با مردان در آن‌جا پذیرفته شوند. او به سازمان‌دهی نخستین باشگاه جمهوری‌خواه زنان در ایالت ویسکانسین کمک کرد، و به‌عنوان نمایندهٔ ایالتی در «همایش ملی خیریه‌ها» که در بالتیمور برگزار شد، شرکت کرد. در سال ۱۸۹۱، او مقاله‌ای در همایش ایالتی خیریه‌ها در مدیسون، ویسکانسین خواند.
ایکنز نقش مؤثری در وارد کردن آموزش آشپزی به مدارس عمومی میلواکی داشت. او به‌مدت ۱۵ سال یکی از مدیران یا مسئولان «کلاس علمی-هنری» بود؛ سازمانی ادبی با هدف پرورش ذوق در زمینهٔ معماری، نقاشی، پیکرتراشی و علوم. ۱۵۰ زن عضو این کلاس بودند.

## درگذشت
ایکنز در ژانویه ۱۸۹۲ به آنفلوانزا مبتلا شد، اما با وجود بیماری و بستری بودن، تا سه هفته پیش از مرگ، به کار در بخش سردبیری ادامه داد. او پس از یک بیماری طولانی، در خانه‌اش در میلواکی، در تاریخ ۲۰ مه ۱۸۹۲ درگذشت.